# Michaela Buchvaldová
Michaela Karsten (* 14. Dezember 1970 als Michaela Buchvaldová) ist eine ehemalige tschechische Gedächtnissportlerin.

## Leben
Karsten arbeitete mehrere Jahre für eine amerikanische Pharma-Firma und ist derzeit als Mental- und Gedächtnistrainerin tätig. Sie ist mit dem Gedächtnissportler Gunther Karsten verheiratet. 1999, 2000 und 2001 wurde sie Frauen-Gedächtnis-Weltmeisterin.
Als ehrenamtliche Kursleiterin des Vereins Hochbegabtenförderung e. V. war sie auch die Trainerin der Kinder- und Jugend-Gedächtnis-Weltmeisterin Katharina Bunk und Gründungsmitglied des Gedächtnissportvereins MemoryXL und Mitglied der Service-Organisation Soroptimist International Club Erfurt sowie seit 1998 aktives Mitglied (Präsidentschaftskandidatin im Jahr 2001) der tschechischen Mensa.
Im Jahr 2003 erschien in Tschechien ihr erstes Buch über Gedächtnistechniken.
Im Jahr 2010 gründete Michaela Karsten ihr Unternehmen MindKarat für Mental- & Gedächtnistraining. Zurzeit ist Michaela Karsten tätig als Trainerin und Vortragsrednerin im Bereich Lernen & Gedächtnis. Zu ihrer gemeinnützigen Aktivität gehört die Mitgliedschaft im KIWANIS Club Erfurt (Gründungsmitglied).

## Veröffentlichungen
- (mit Gunther Karsten) Úspěšná paměť: kniha o tréninku paměti od světových šampionů soutěží v paměťových schopnostech. Scientia, Prag 2003, ISBN 80-7183-309-6.